# Llanfair Dyffryn Clwyd
Llanfair Dyffryn Clwyd är en community i Storbritannien.   Den ligger i kommunen Denbighshire och riksdelen Wales, i den södra delen av landet, 270 km nordväst om huvudstaden London.